# Wang Jiao (Ringerin)
Wang Jiao (chinesisch 王 娇, Pinyin Wáng Jiāo; * 20. Januar 1988 in Shenyang, Provinz Liaoning) ist eine chinesische Ringerin. Sie wurde im Jahre 2008 in Peking Olympiasiegerin in der Gewichtsklasse bis 72 kg Körpergewicht.

## Werdegang
Wang Liao kam im Jahre 2002 durch eine Initiative des chinesischen Olympischen Komitees zum Ringen, als dieser dazu aufrief, in Hinblick auf die Olympischen Spiele 2008 in Peking auch in den Sportarten, in denen chinesische Sportler und Sportlerinnen noch nicht zur Weltklasse zählten, Talente zu suchen und auszubilden. Bei Wang Jiao hatte diese Initiative Erfolg. Sie wurde 2002 Mitglied des Liao Ning Wrestling Club und wird seit diesem Zeitpunkt von Lu Hai trainiert. Sie ist 1,76 Meter groß und ringt in der Gewichtsklasse bis 72 kg Körpergewicht. Im Frauenringen wird nur im freien Stil gerungen. 
Bereits mit 15 Jahren wurde sie im Jahre 2003 zur Weltmeisterschaft der Damen in New York entsandt, wo sie in der Gewichtsklasse bis 67 kg antrat. Sie verlor dabei ihren ersten Kampf gegen Shannon Samler aus Kanada und siegte dann über Sha Ling-Li aus Taiwan. Aufgrund des damaligen eigenartigen Reglements der FILA schied sie dennoch aus und kam auf den 7. Platz. Im November 2003 siegte sie beim Asien-Cup in Alma-Ata vor Norie Saito, Japan und Olga Schanibekowa aus Kasachstan.
2004 wurde sie chinesische Meisterin und 2005 siegte sie bei den chinesischen Nationalspielen, jeweils in der Gewichtsklasse bis 72 kg. Bei den Asien-Meisterschaften 2005 in Wuhan gewann sie in der gleichen Gewichtsklasse, in der sie künftig immer starten sollte. Sie verwies dabei Ayako Murashima aus Japan, Otschirbatyn Burmaa aus der Mongolei und Olga Schanibekowa aus Kasachstan auf die Plätze. 2005 wurde sie auch wieder bei der Weltmeisterschaft, die in Budapest stattfand, eingesetzt. Sie siegte dort zunächst über Petra Lenkö aus Ungarn und Otschirbatyn Burmaa, unterlag aber dann gegen die vielfache Weltmeisterin Kyoko Hamaguchi aus Japan. Da diese in das Finale kam, konnte Wang Liao in der Trostrunde weiterringen und besiegte zunächst Rosangela Conceisao aus Brasilien. Im Kampf um eine WM-Bronzemedaille unterlag sie aber knapp gegen Swetlana Sajenko aus der Ukraine (1:2 Runden, 4:5 Punkte) und musste mit dem medaillenlosen 5. Platz zufrieden sein. 
Bei der Weltmeisterschaft 2006 in Guangzhou kam Wang Jiao zu einem Sieg über Jaresmit Weffer aus Venezuela, unterlag dann aber in einem ausgeglichenen Kampf gegen Wassilissa Marsaljuk aus Belarus knapp nach Punkten (1:2 Runden, 9:9 Punkte). Sie schied damit aus und kam nur auf den 10. Platz. Im Jahre 2007 wurde sie in Peking Junioren-Weltmeisterin. Das war ihr einziger Wettkampf, den sie in der Juniorenklasse bestritt, obwohl sie bis zum Jahre 2008 eigentlich in dieser Klasse hätte starten können. Sie bezwang dabei u. a. mit Jenny Fransson aus Schweden und mit Jekaterina Bukina aus Russland zwei Ringerinnen, die bald auch bei den Damen in die Weltspitze vorstießen. 
Im Jahre 2008 gelang Wang Jiao dann der größte Erfolg in ihrer Laufbahn. Sie wurde bei den Olympischen Spielen in Peking Olympiasiegerin. Sie besiegte dabei Jenny Fransson, Ali Sue Bernard aus den Vereinigten Staaten, Kyoko Hamaguchi und die amtierende Weltmeisterin Stanka Slatewa aus Bulgarien, die vor Peking zwei Jahre lang ungeschlagen geblieben war. 
In den Jahren 2009 und 2010 war Wang Jiao dann bei keinen internationalen Meisterschaften am Start. Lediglich beim Welt-Cup in Taiyuan/China, einem Mannschaftswettbewerb mit Einzelwertung, stand sie für die chinesische Mannschaft auf der Matte und kam dort hinter der US-Amerikanerin Stephany Lee auf den 2. Platz.
2011 startete sie bei der Asien-Meisterschaft in Taschkent, wo sie nach Siegen über Jana Panowa aus Kirgisistan und Badrachyn Odontschimeg gegen Güzäl Mänürowa aus Kasachstan verlor und den 2. Platz belegte. Bei der Weltmeisterschaft 2011 in Istanbul besiegte sie die starke Ukrainerin Kateryna Burmistrowa, musste dann aber in einem griffreichen und turbulenten Kampf gegen Ali Sue Bernard bei einem Punktestand von 13:17 in der 3. Runde eine Schulterniederlage hinnehmen, womit sie nur den 11. Platz belegte. Im März 2012 siegte sie dann bei einem Olympia-Qualifikations-Turnier in Astana vor Kyoko Hamaguchi und sicherte sich damit einen Startplatz bei den Olympischen Spielen in London.

## Internationale Erfolge
| Jahr | Platz | Wettbewerb                         | Gewichtsklasse | Ergebnisse |
| 2003 | 7.    | WM in New York                     | bis 67 kg      | nach einer Niederlage gegen Shannon Samler, Kanada und einem Sieg über Sha Ling-Li, Taiwan |
| 2003 | 1.    | Asien-Cup in Alma-Ata              | bis 67 kg      | vor Norie Satio, Japan und Olga Schanibekowa, Kasachstan |
| 2005 | 1.    | Asien-Meisterschaften in Wuhan     | bis 72 kg      | vor Ayako Murashima, Japan, Otschirbatyn Burmaa, Mongolei und Olga Schanibekowa |
| 2005 | 5.    | WM in Budapest                     | bis 72 kg      | nach Siegen über Petra Lenkö, Ungarn und Otschirbatyn Burmaa, einer Niederlage gegen Kyoko Hamaguchi, Japan, einem Sieg über Rosangela Conceicao, Brasilien und einer Niederlage gegen Swetlana Sajenko, Ukraine |
| 2006 | 10.   | WM in Guangzhou                    | bis 72 kg      | nach einem Sieg über Jasesmit Weffer, Venezuela und einer Niederlage gegen Wassilissa Marsaljuk, Belarus |
| 2007 | 1.    | Junioren-WM in Peking              | bis 72 kg      | nach Siegen über Marianna Kolic, Frankreich, Bae Ip-sae, Südkorea, Jenny Fransson, Schweden und Jekaterina Bukina, Russland                                                                                      |
| 2008 | Gold  | OS in Peking                       | bis 72 kg      | nach Siegen über Jenny Fransson, Ali Sue Bernard, USA, Kyoko Hamaguchi und Stanka Slatewa, Bulgarien |
| 2009 | 2.    | Welt-Cup in Taiyuan/China          | bis 72 kg      | hinter Stephany Lee, USA, vor Daria Nasarowa, Russland und Ohenewa Akuffo, Kanada |
| 2011 | 2.    | Asien-Meisterschaften in Taschkent | bis 72 kg      | nach Siegen über Jana Panowa, Kirgisistan und Badrachyn Odontschimeg, Mongolei und einer Niederlage gegen Güzäl Mänürowa, Kasachstan                                                                             |
| 2011 | 11.   | WM in Istanbul                     | bis 72 kg      | nach einem Sieg über Kateryna Burmistrowa, Ukraine und einer Niederlage gegen Ali Sue Bernard |
| 2012 | 1.    | Olympia-Qualif.-Turnier in Astana  | bis 72 kg      | vor Kyoko Hamaguchi, Kang Han-bit, Südkorea und Badrachyn Odontschimeg |

## Erläuterungen
- alle Wettkämpfe im freien Stil
- OS = Olympische Spiele, WM = Weltmeisterschaft